# Рејма (Њу Мексико)
Рејма (енгл. Ramah) насељено је место без административног статуса у америчкој савезној држави Њу Мексико.

## Демографија
По попису из 2010. године број становника је 370, што је 37 (-9,1%) становника мање него 2000. године.
| Група             | 2000.       | 2010.       |
| Белци             | 254 (62,4%) | 257 (69,5%) |
| Афроамериканци    | 0 (0,0%)    | 1 (0,3%)    |
| Азијати           | 0 (0,0%)    | 1 (0,3%)    |
| Хиспаноамериканци | 27 (6,6%)   | 37 (10,0%)  |
| Укупно            | 407         | 370         |